# Сталинская премия за выдающиеся изобретения и коренные усовершенствования методов производственной работы
Сталинская премия за выдающиеся изобретения и коренные усовершенствования методов производственной работы — форма поощрения граждан СССР за значительные заслуги в техническом развитии советской индустрии, разработки новых технологий, модернизации производства.
Премия в этой номинации присуждалась в 1941, 1942, 1943, 1946 (за 1943, 1944 и 1945 года), 1947, 1948, 1949, 1950, 1951, 1952, 1953 и 1954 года. Некоторые лауреаты Сталинских премий в официальное изложение соответствующих указов не включены, видимо, из-за соображений секретности. Официально указанную в энциклопедиях дату присуждения В. А. Цукерману и С. А. Кантору Сталинской премии второй степени — 1945 год следует считать ошибочной, так как они получили её в 1946 году.
В 1941 году премия присуждалась только за выдающиеся изобретения, начиная с 1942 года премия присуждалась также «за коренные усовершенствования методов производственной работы».

## Многократные лауреаты Сталинской премии
Лауреат семи премий
С. В. Ильюшин
Лауреаты шести премий
М. И. Гуревич, А. И. Микоян, А. С. Яковлев
Лауреаты пяти премий
Н. Л. Духов,  А. А. Липгарт
Лауреаты четырёх премий
- А. П. Александров
- К. А. Андрианов
- А. А. Бочвар
- С. И. Вавилов
- В. Г. Грабин
- В. А. Дегтярёв
- А. С. Займовский
- Я. Б. Зельдович
- И. К. Кикоин
- В. Я. Климов
- Ж. Я. Котин
- И. В. Курчатов
- С. А. Лавочкин
- А. А. Микулин
- Г. В. Мишенков
- Ф. Ф. Петров
- М. А. Садовский
- А. Н. Туполев
- И. И. Черняев
- А. Д. Швецов
- Г. Л. Шнирман
- К. И. Щёлкин

Лауреаты трёх премий
- А. И. Алиханов
- А. А. Архангельский
- Н. А. Астров
- А. Ф. Белов
- А. Р. Белов
- Н. А. Блохин
- Н. П. Богородицкий
- А. Г. Брунов
- П. П. Будников
- К. И. Бурцев
- М. Я. Васильев
- А. П. Виноградов
- Г. П. Волосатов
- И. Н. Голиков
- Б. Д. Греков
- А. А. Дородницын
- И. И. Енгуразов
- З. В. Ершова
- В. И. Жучихин
- Е. И. Забабахин
- Н. Д. Зелинский
- В. А. Каргин
- И. Л. Кнунянц
- С. Г. Кочарянц
- Н. А. Кучеренко
- Л. Д. Ландау
- Л. А. Локтев
- Т. Д. Лысенко
- Н. З. Матюк
- Н. П. Мельников
- В. И. Меркин
- А. А. Морозов
- Р. А. Нилендер
- А. Э. Нудельман
- И. В. Остославский
- В. Б. Пестряков
- М. В. Приданцев
- Е. Г. Рудяк
- М. М. Русинов
- А. Г. Самойлов
- Н. М. Синёв
- Э. И. Тагиев
- Е. В. Тарле
- Н. А. Терлецкий
- В. В. Тихомиров
- А. В. Топчиев
- И. П. Усюкин
- А. Е. Ферсман
- В. Г. Хлопин
- С. А. Христианович
- А. И. Целиков
- В. А. Цукерман
- Б. И. Шавырин
- А. И. Шальников